# Бороздин, Сергей Вадимович
Сергей Вадимович Бороздин (род. 15 мая 1975 года, Керчь) — российский политик, предприниматель. Мэр города Керчь со 2 мая 2017 года по 30 июля 2021 года.

## Биография
Родился 15 мая 1975 года в Керчи.
В 1997 году окончил Керченский морской технологический институт по специальности «инженер-механик». В 2000 году окончил Керченский морской технологический институт по специальности «учёт и аудит». В 2014 году окончил Одесский национальный морской университет по специальности «инженер по транспорту». В 2016 году окончил Керченский морской технологический университет по специальности «магистр экономики». 

### Карьера
В 2000-2001 годах работал в ООО «Эликон». В 2001-2004 годах занимал пост коммерческого директора ООО «Эликон-плюс». В 2004-2012 гг. занимал пост директора ООО «Эликон-плюс». В 2013-2017 годах работал в ГП «Керченский морской торговый порт» в начале в качестве советника директора, затем заместителем начальника порта по социальным вопросам и снабжению в Администрации Керченского морского порта. В это же время работал в АМПУ (АКМП) и ГУП РК «Крымские морские порты».
31 марта 2017 года начал работать в администрации города Керчь. Первый месяц занимал пост первого заместителя главы администрации (мэра) города Керчи, а 2 мая 2017 года назначен на пост главы администрации (мэра) города Керчи.
29 октября 2019 года Городской совет Керчи повторно утвердил Сергея Бороздина на пост Главы администрации города Керчь. Конкуренцию Бороздину составил заместитель директора «Керчьгортранса» Николай Дубинин.

В мае 2021 года на сайте Change.org появилась петиция жителей Керчи в адрес президента России Владимира Путина с требованием незамедлительной отставки главы города Керчь. Авторы обращения отметили, что мэр 
не справляется со своими обязанностями, бездействует, равнодушен к судьбе города-героя, а также полностью потерял доверие керчан, своим бездействием и равнодушием дискредитирует органы власти.
Возникнувшие проблемы Керчи в период управления Бороздина стали предметом обсуждения на Общекрымском совещании.
30 июля 2021 года был отправлен в отставку.
Недолгое время работал заместителем министра транспорта РК. В феврале 2022 года был уволен распоряжением главы Совмина Ю. М. Гоцанюка.
В настоящее время - проректор по административным вопросам ВГИК им. Герасимова, Москва.